# Дискримінація геїв

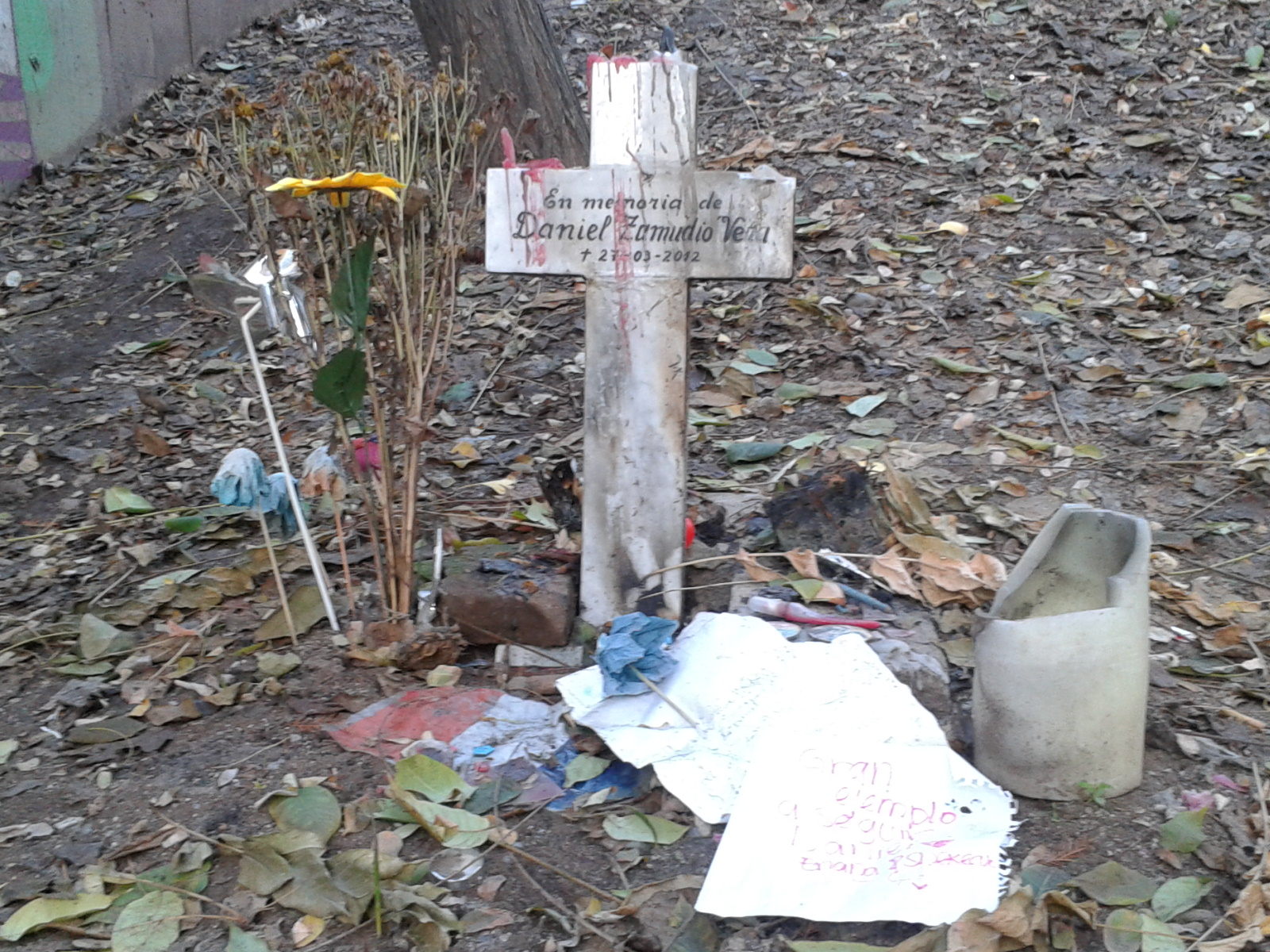
Могила Даніеля Замудіо, 24-річного чилійця, якого протягом кількох годин били та катували у центрі Сантьяго чотири злочинці, які напали на нього після того, як дізналися, що він гей

Дискримінація геїв, яку іноді називають гейфобією, є формою гомофобних упереджень, ненависті чи упередженості, спрямованих безпосередньо на геїв, чоловіків-гомосексуалів або чоловіків, які вважаються геями. Ця дискримінація тісно пов’язана з феммефобією, яка є неприязню або ворожістю до осіб, які представляють себе як жіночі, включно з геями та жіночними чоловіками.
Дискримінація чоловіків-геїв може бути наслідком релігії, упередженої реакції на жіночі манери, стиль одягу та навіть вокальний лад. У ЛГБТК-спільноті серед чоловіків-геїв, бісексуалів і трансгендерів були виявлені внутрішні проблеми щодо задоволення соціальних очікувань маскулінності. Це аналог лесбофобії.

## Дискримінація в суспільстві
За словами французького уряду, дискримінація чоловіків-геїв «є формою гомофобії, яка вражає особливо чоловіків. Хоча вона в основному спрямована на чоловіків-геїв та бісексуалів, вона також може вплинути на чоловіків-гетеросексуалів, яких сприймають як гомосексуалів. Чоловіки-геї можуть бути ціллю фізична агресія або знецінення стереотипами, пов’язаними з фемінізацією та гіперсексуалізацією».

Журналіст П’єр Був’є описав настрої чоловіків проти геїв як паралель з лесбофобією. Відзначаючи, як ці дві різні форми гомофобії діють у західних культурах, він писав:
«Існує дуже чітка різниця в механізмах між гейфобією та лесбофобією, і це перетворюється на різні типи агресії. Де колективна уява надмірно сексуалізує геїв і застосовує сильне вербальне та фізичне насильство проти хлопчиків і чоловіків, які не вважаються достатньо маскулінними чи гетеросексуальними; для жінок, з іншого боку, утвердження своєї лесбійської ідентичності буде ще більше дискваліфіковано, мінімізовано, зведено до примхи або навіть сексуалізовано як прелюдія до гетеросексуальності.»
У 2002 році існувало щонайменше 30 країн, де жіноча гомосексуальність явно не криміналізувався, але чоловіча гомосексуальність був незаконним. Порівняно з лесбійками, чоловіки-геї частіше стають жертвами злочинів на ґрунті ненависті і мають більше труднощів з усиновленням дітей.

## Квір теорія
У французькому академічному середовищі квір-теоретики досліджували унікальні способи, за допомогою яких патріархат намагається нав’язати як маскулінність, так і гетеросексуальність людям із чоловічим тілом. Французький квір і расовий теоретик Луї-Жорж Тін досліджував дискримінацію геїв та історичний розвиток різних форм фобій, пов’язаних із ЛГБТ, під егідою гомофобії. Він пише:
Відбувся зворотний рух лексичної диференціації, що лежить в основі поняття гомофобія. Через специфіку ставлення до лесбійства в теоретичні дискурси було введено термін лесбофобія, термін, який висвітлює певні механізми, які загальне поняття гомофобії має тенденцію затьмарювати. Одним махом це розрізнення виправдовує термін «гейфобія», оскільки більшість гомофобних дискурсів насправді стосується лише чоловічої гомосексуальності. Подібним чином концепція біфобії також була запропонована для того, щоб підкреслити особливу ситуацію бісексуалів, часто стигматизованих як гетеросексуальними, так і гомосексуальними спільнотами. Крім того, нам потрібно взяти до уваги дуже різні питання, пов’язані з транссексуалами, трансвеститами та трансгендерами, що наводить на думку поняття трансфобія.
У своїй роботі The Women's Liberation Movement: Impacts and Outcomes (2017) німецька гендерна історикиня Крістіна Чулз зазначає, що в західних медіа під час Руху за права геїв у 1970-х роках упередження щодо геїв привертало більше уваги, ніж лесбофобія. Це було зумовлено переважно риторикою реакційних консерваторів, зокрема Аніти Браянт, яка поширювала уявлення про геїв як сексуальних хижаків.

## Академічні дослідження
Рецензовані дослідження, які окремо аналізують гомофобію та дискримінацію геїв і лесбійок, виявили помітні відмінності у ставленні гетеросексуальних чоловіків і жінок до геїв. Гетеросексуальні чоловіки демонструють значно вищий рівень ворожості до чоловіків, яких вони сприймають як геїв, порівняно з гетеросексуальними жінками. Щодо лесбійок, таких суттєвих гендерних відмінностей у ставленні виявлено не було.

### Лінгвістика
Вчені відзначили, що більшість гомофобних образ спрямовані саме проти геїв. Пол Бейкер з Університету Ланкастера пише: «Багато геїв піддавалися нападам лайки, можливо, ще до того, як вони навіть усвідомили, що таке гомосексуальність». Надмірна лексикалізація принизливих термінів для «гея», які існують (наприклад, «педик», «братки», «пуф», «сорочечник», «коричневий капелюшник», «фея», «батті-бой», «квір» тощо) є ще одним свідченням їхнього статусу «мішені».

## Зовнішні посилання
- Вікісховище має мультимедійні дані за темою: Дискримінація геїв
- Визначення терміна «gayphobia» у Вікісловнику
- Цитати за темою Gayphobia у Вікіцитатах